# ネヴェン・ジュラセク
ネヴェン・ジュラセク（Neven Đurasek 、1998年8月15日 - ）は、クロアチア・ヴァラジュディン出身のプロサッカー選手。アリス・テッサロニキ所属。ポジションは、ミッドフィールダー。